# 市役所前駅 (千葉県)

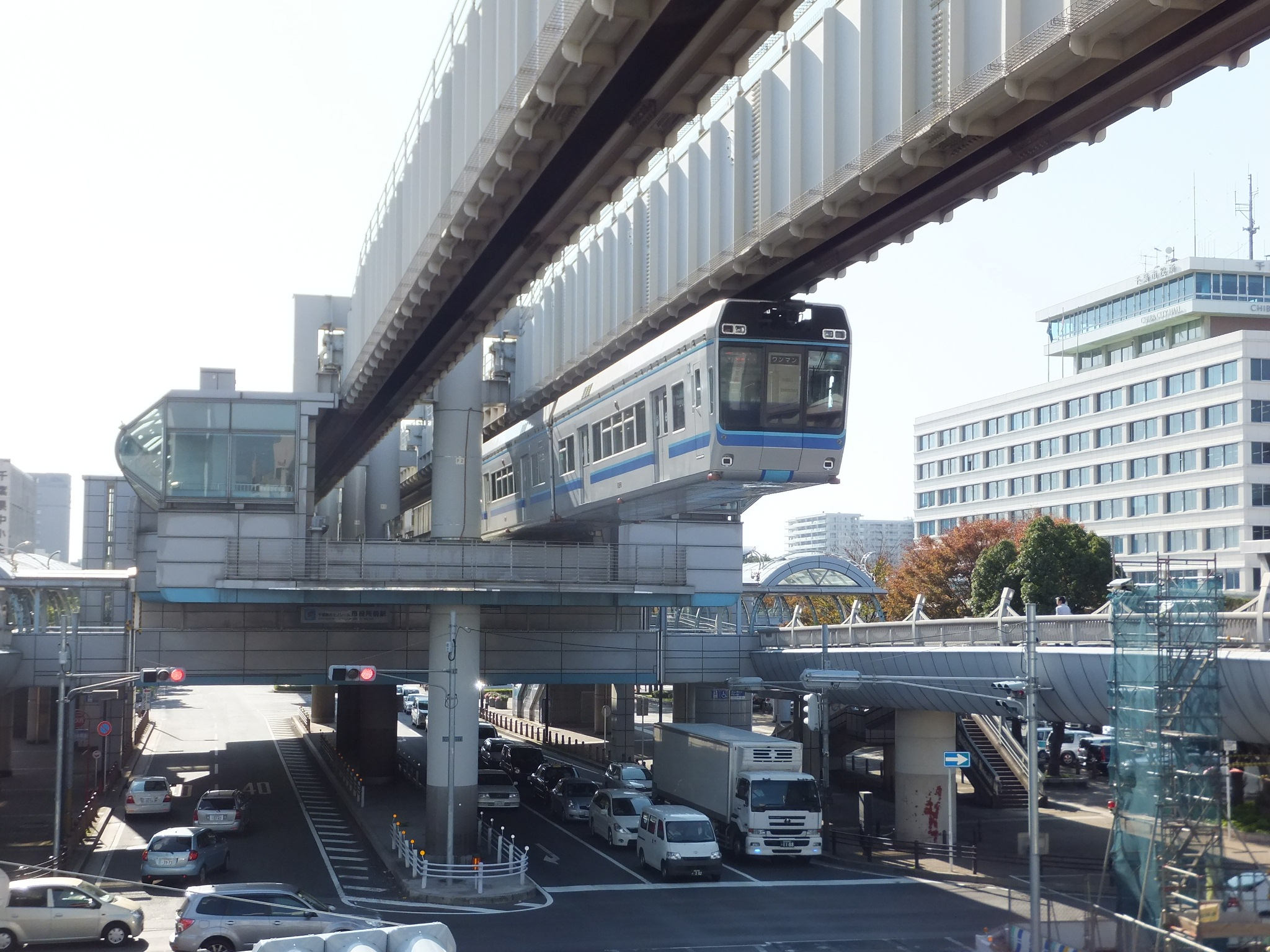
2・5番出入口（2011年10月）

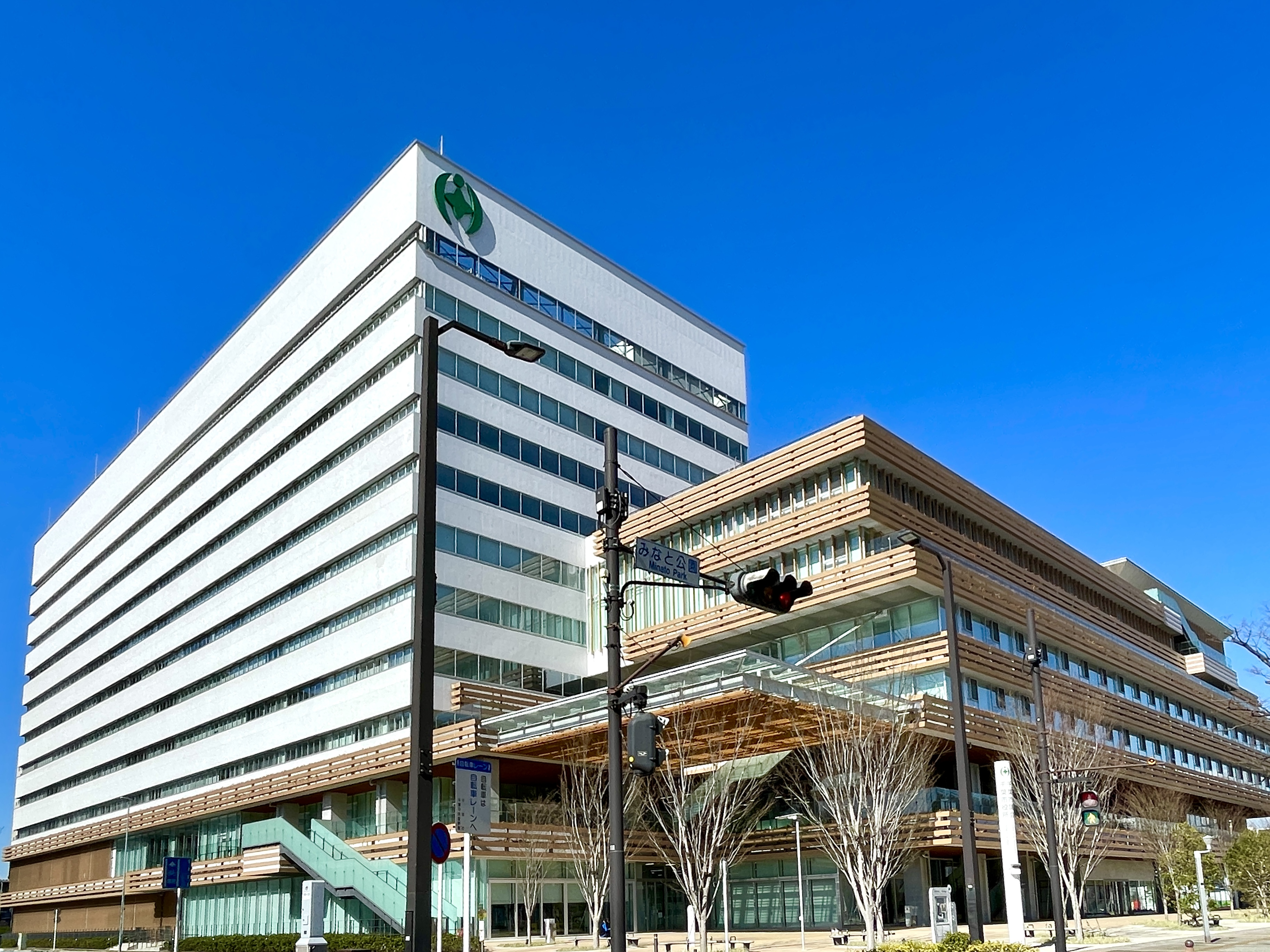
千葉市役所

市役所前駅（しやくしょまええき）は、千葉県千葉市中央区千葉港にある、千葉都市モノレール1号線の駅である。2号線の列車も乗り入れる。駅番号はCM 02。

## 歴史
- 1995年（平成7年）8月1日 - 開業[2][3]。
- 2009年（平成21年）3月14日 - ICカード「PASMO」の利用が可能となる[4][3]。

## 駅構造
相対式ホーム2面2線を持つ高架駅。駅員無配置。千葉市役所などと連絡通路でつながっている。
のりば
| 番線 | 路線         | 行先                     |
| ---- | ------------ | ------------------------ |
| 1    | 1号線・2号線 | 千葉・県庁前・千城台方面 |
| 2    | 1号線・2号線 | 千葉みなと方面           |

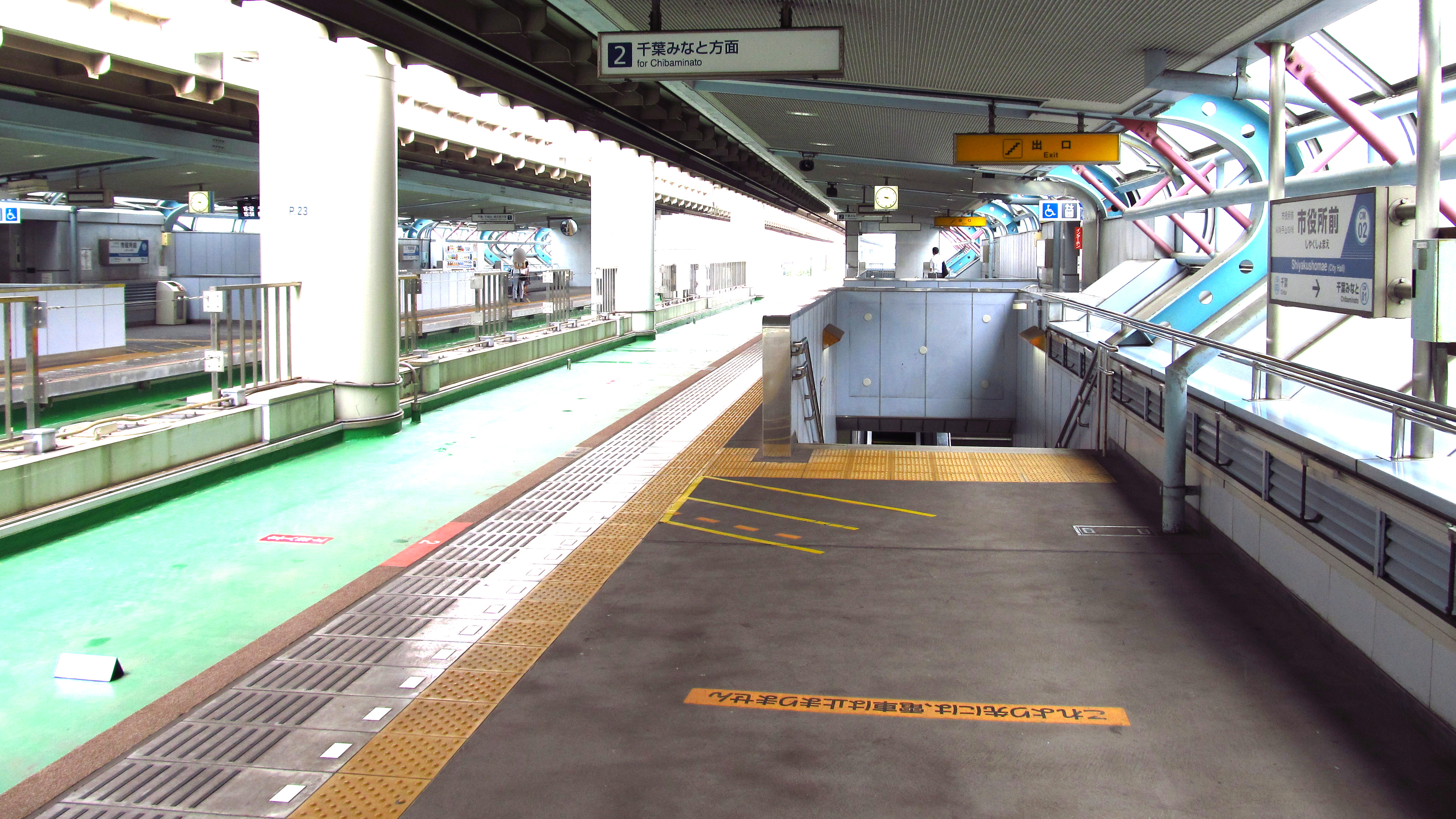
駅ホーム（2019年7月）
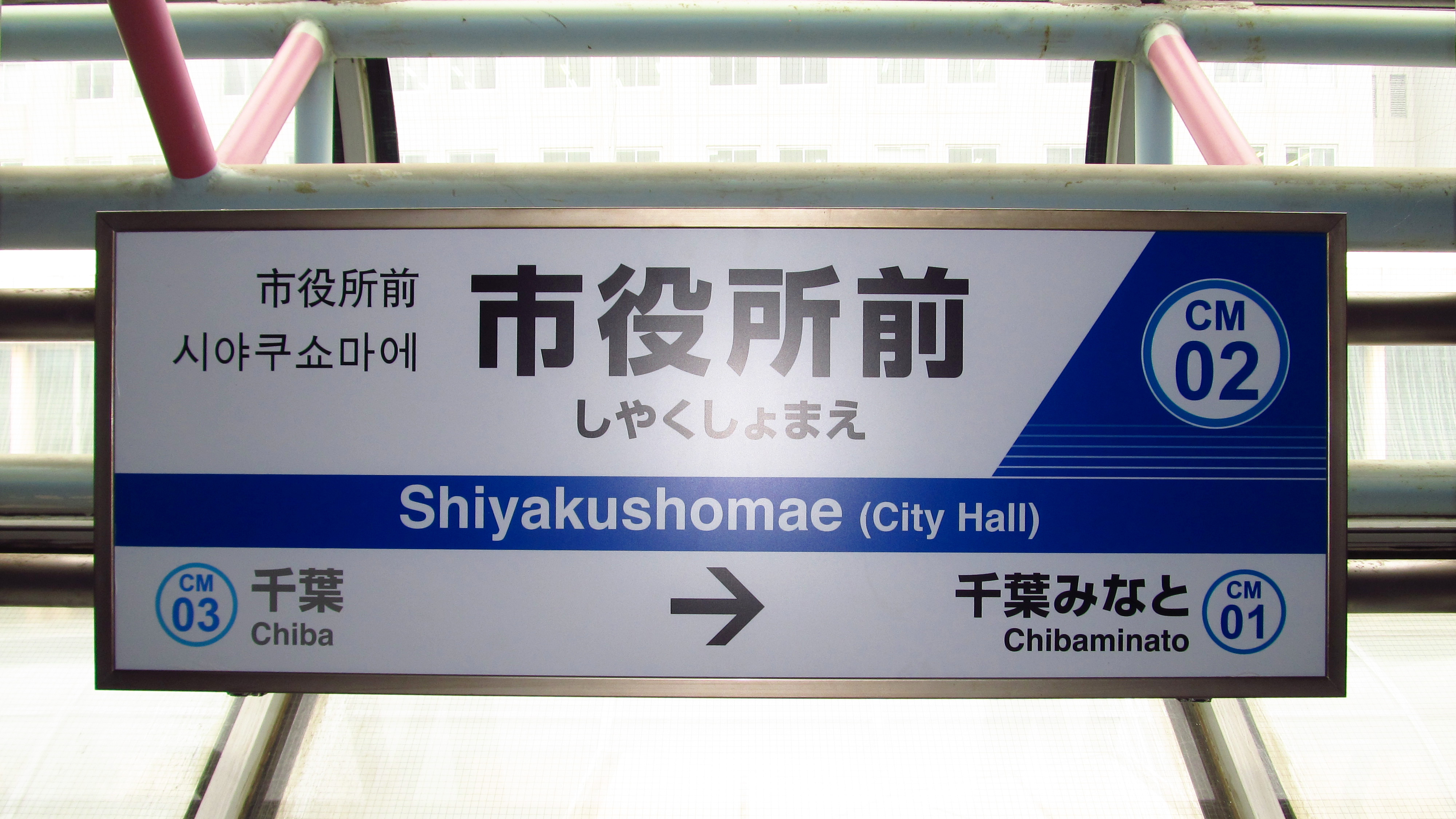
駅名標（2019年7月）

## 利用状況
2019年度の1日平均乗車人員は2,581人である。千葉都市モノレールの駅で18駅中5位。
近年の1日平均乗車人員推移は下記の通り。
| 年度   | 一日平均 乗車人員 |
| ------ | ----------------- |
| 1999年 | 2,099             |
| 2000年 | 2,176             |
| 2001年 | 2,083             |
| 2002年 | 2,071             |
| 2003年 | 2,107             |
| 2004年 | 2,025             |
| 2005年 | 1,938             |
| 2006年 | 2,024             |
| 2007年 | 2,108             |
| 2008年 | 2,068             |
| 2009年 | 2,013             |
| 2010年 | 2,036             |
| 2011年 |                   |
| 2012年 |                   |
| 2013年 |                   |
| 2014年 |                   |
| 2015年 |                   |
| 2016年 |                   |
| 2017年 |                   |
| 2018年 | 2,460             |
| 2019年 | 2,581             |

## 駅周辺
駅北東側を国道14号、国道357号が走る。当駅を中心とする半径1キロメートル範囲内には千葉駅、京成千葉駅、千葉中央駅、新千葉駅、千葉みなと駅があり、状況によっては徒歩での移動の方が早く到達する場合もある。

### 北側
当駅4・5・6番出入口方面。
- 千葉市役所
  - 千葉市議会
- 千葉銀行 本店営業部
- 毎日新聞 千葉支局
- みなと公園

### 南側
当駅1・2・3番出入口方面。
- 千葉中央コミュニティセンター
  - 東京出入国在留管理局 千葉出張所
  - 市役所前市民センター
  - 千葉市国際交流協会
  - 千葉市観光協会
  - 千葉CCプラザ内郵便局
- 千葉県社会福祉センター
- 千葉県赤十字会館（日本赤十字社 千葉県支部）
- 千葉県経営者会館（千葉県経営者協会）
  - コスモポリタンビレッジ 本社
- 千葉みらい農業協同組合 本店
- NHK千葉放送局
- 千葉市立新宿小学校
- 千葉市立新宿中学校
- ドン・キホーテ 千葉ポートタウン店
- 生活協同組合コープみらいコーププラザ千葉（千葉県本部）
- 京葉銀行 千葉みなと本部
- 朝日生命保険 千葉支社

## 隣の駅
千葉都市モノレール
 1号線
千葉みなと駅（CM 01） - 市役所前駅（CM 02） - 千葉駅（CM 03）